# Sergij Ivanovič Ipatov
| 41107 Ropakov         | 1º novembre 1999 |
| 43025 Valusha         | 1º novembre 1999 |
| 49700 Mather          | 1º novembre 1999 |
| 150316 Ivaniosifovich | 1º novembre 1999 |
| 337166 Ivanartioukhov | 1º novembre 1999 |

Sergij Ivanovič Ipatov, in russo Сергей Иванович Ипатов? (Mosca, 10 novembre 1952), è un astronomo russo.
Ha ottenuto il baccellierato in matematica all'Università statale di Mosca nel 1975. Ha poi conseguito il dottorato in Scienze fisiche e matematiche all'Accademia russa delle scienze nel 1982. Infine è divenuto professore nella medesima specializzazione nel 1997.
Il Minor Planet Center gli accredita la scoperta di otto asteroidi, effettuate tutte nel 1999 in collaborazione con Eric Walter Elst o con Thierry Pauwels.
Gli è stato dedicato l'asteroide 14360 Ipatov.